# Maurice Henri Chevrel
Maurice Henri Chevrel est né le 18 mai 1883 à Paris 17e et décédé le 16 janvier 1954 à La Baule-Escoublac (Loire Atlantique). Il épouse Marie Edvige Joséphine Olivier, née en 1890 à Arbois (Jura) le 14 avril 1925 à Besançon.
Fils d’un marchand de vin parisien Arsène Francois Chevrel originaire de l’Orne, il s'installe à La Baule-Escoublac et exerce comme médecin de ville.
Pendant la période dite « poche de Saint-Nazaire » il a été médecin inspecteur de la santé. Il est le seul représentant autorisé officiellement auprès des services sanitaires allemands,.

## Médecin à La Baule-Escoublac
Médecin à La Baule-Escoublac, il s'est installé avenue des Bouleaux. 
Il a été l’acteur d’un incident malheureux. Lors d’une sortie nocturne pour se rendre chez un patient, le docteur Chevrel roule sur le corps d’un homme étendu sur la chaussée le 6 mars 1932 : Gustave Baratier. Le docteur le transporte d'urgence à l'hôpital de Saint-Nazaire, où il décède de ses blessures. Il semble qu’il ait été écrasé par plusieurs voitures avant celle du docteur Chevrel vu le nombre important de fractures constatées.
En 1933, il reçoit la médaille d’honneur (de bronze) de l’Assistance publique.
Il est conseiller municipal de 1935 à 1940. Il est membre des commissions halles et marchés, hygiène et salubrité, de la commission scolaire et délégué au Bureau de bienfaisance de la ville de la Baule-Escoublac. Il est réélu en 1941. 
Le docteur Maurice Chevrel est nommé au grade de Médecin aide major de 1re classe à dater du 1er octobre 1915 et capitaine du Service de santé des armées en réserve maintenu dans son affectation le 23 décembre 1938.

## Rôle pendant la Seconde Guerre mondiale
Le docteur Maurice Chevrel a été président de la Croix-Rouge de la Baule et de la presqu’île Guérandaise à partir de 1941 jusqu'à son décès en 1954. Au moment de la poche de Saint-Nazaire, le docteur Chevrel a pris la direction de l’organisation des secours en faisant faire l’inventaire des besoins et en allant à deux reprises aux travers des lignes de front pour contacter les forces alliées et les autorités de la Croix-Rouge internationale. Il fut nommé président de la commission de santé dans la poche de Saint-Nazaire sous le contrôle de la Croix Rouge internationale. Pendant toute la durée de l’encerclement, il a permis l’approvisionnement en nourriture, médicaments et besoins de santé nécessaire aux quelque 130 000 personnes civiles encerclées avec les Allemands.
Il a été décoré de la médaille des épidémies. Il a été fait chevalier de la Légion d’honneur au titre du service de santé des armées en 1949,.
La municipalité de la Baule-Escoublac a donné son nom à une avenue le 16 février 1959.